# ONLEE
ONLEE(본명: 이승환, 2000년 5월 20일 ~ )는 대한민국의 가수이다. 원더나인의 멤버로 메인보컬, 메인댄서로 활동하기도 하였다.

## 음반

### EP
- 2023년 11월 27일 《Switch ON》
- 2024년 9월 24일 《Turn ON》

### 싱글
- 2023년 9월 9일 《그 영화처럼 우린 (Be With You!)》
- 2024년 2월 12일 《Spi-cy》
- 2024년 4월 5일 《Love Algorithm》
- 2024년 8월 2일 《푸른 하늘, 햇살 그리고 너》

## 음반 외 활동

### 텔레비전 오디션 프로그램
- 2019년 MBC 언더나인틴
- 2021년 SBS LOUD (오디션 프로그램)
- 2022년 SBS 싱포골드
- 2023년 M.net 보이즈 플래닛